# Тетраконх
Тетраконхът (на гръцки: тетра – 4 и κόγχη (конх) – раковина) е вид центричен храм с квадратно централно подкуполно пространство, при който към всяка стена на квадрата са прилепени симетрично 4 апсиди с конхи.  Конхата е четвърт от сфера, с която се покрива част от сграда или стенна ниша с полуцилиндрична форма. Централната част на храма има форма на кръст или квадрат със заоблени върхове. Конхите, прилепени към страните на квадрата, са ориентирани по четирите посоки на света, като източната покрива олтарната апсида.
Тетраконхът обогатява и раздвижва интериора на църковните сгради. Вътрешното пространство е наситено с колони и обикновено е покрито с дървен покрив. Конхите се оформят между колоните, като мястото при източната се ползва като апсида, в която са поместени олтарът и презвитериумът. Останалите се ползват като помощни помещения, необходими при богослужение. Фасадите на църквите от този вид се изпълняват в различни варианти.

## История
Като архитектурна форма тетраконхът се появява през 5 – 6 век и е разпространен в раннохристиянската и средновековна архитектура главно във Византия и свързаните с нея християнски страни като Грузия и Армения. В Сирия и Близкия Изток тетраконхът е широко разпространен. Катедралата в град Зорава (днес Изра) в Сирия е един от най-известните и най-запазени храмове от този вид. В различни градове са издигнати големи тетраконхи. Катедралата в Апамея и църквата в Селевкия са изградени по един и същ архитектурен план. Подобни на тях са храмовете в Босра в Сирия и Амида в римската провинция Месопотамия, днес в Източна Турция.
Все още не е изяснено къде тетраконхът се появява за първи път. Много примери показват, че е възможно това да са Сирия или Мала Азия. Формата не е ползвана в Древен Египет, въпреки че там съществуват няколко тетраконхи, например този в Абу Мина. Все пак, исторически за първи тетраконх в света се приема базиликата „Сан Лоренцо“ в Милано от 4 век. В Армения първият тетраконх е Аванският събор, построен през 588 г. от католикос Йоан. Пример за класически храм от този вид е съборът в град Ниноцминда, Грузия. Характерен пример е и катедралният храм от 7 век в град Звартноц, Армения, построен през 622 г.
Паралелно се появява още един тип храм, също тетраконх, но вписан в кръг. Влияние върху неговата форма вероятно оказва ротондата.

## Триконх
В средата на 10 век се появява и друг вид храм, напомнящ на тетраконх, но с три апсиди, наречен триконх. Това е централнокуполен храм с три конхи, разположени около подкуполния квадрат и ориентирани на изток, север и юг. Църквата има формата на кръст, с прилепени към трите му страни полукръгли конструкции, покрити с конхи. Четвъртата е апсидата, която е удължена и няма закръгляне. В някои случаи източната апсида вмества в себе си олтарът. Триконхът представлява вариант на кръстокуполна схема, която се оформя във Византийската империя между 6 и 9 век.
Класически пример за триконх е храмът „Свети Георги“ в манастира край град Алаверди, Армения. В България такава е църквата в манастира „Свети Николай Мирликийски“ край Пещера.
Думата триконх има и друго значение, извън храмовата архитектура. Така се нарича тронната зала в Големия царски дворец в Константинопол, построен през 9 век при император Теофил. Това е най-голямата постройка на императора, получила името си от трите апсиди – на север, изток и юг. Залата е богато декорирана с мозайки и колони от римски мрамор.
- План на базиликата „Сан Лоренцо“ в Милано
- План на катедралата в Ниноцминда
- План на храма на „Свети Сава“ в Белград
- Параклисът „Св. Кроикс“ близо до Арл, Франция
- Големият храм в манастира Джвари, Грузия